# 2016 en Alberta
Chronologie de l'Alberta
- 2012
- 2013
- 2014
- 2015
- 2016
- 2017
- 2018
- 2019
- 2020

Cette page concerne des événements qui se sont produits durant l'année 2016 dans la province canadienne de l'Alberta.

## Politique
- Premier ministre : Rachel Notley (NPD)
- Chef de l'Opposition : Brian Jean (Parti Wildrose)
- Lieutenant-gouverneur : Donald Ethell (en)
- Législature : 29e (en)

## Éléments contectuels
- La population Albertaine est urbaine à 83.5%[1].

## Événements
- 6 janvier : la députée indépendante provinciale de Calgary-Bow Deborah Drever rejoint le gouvernement néo-démocrate[2].

- 1er au 5 septembre 2016 : 4e édition du Tour d'Alberta . La course fait partie du calendrier UCI America Tour 2016 en catégorie 2.1.

- 21 octobre : mise en service de la Terwillegar Park Footbridge, passerelle en béton précontraint pour piétons et cyclistes de 262 mètres de long en trois travées (77, 100 et 85 mètres) située à Edmonton[3].

## Décès
- 26 février : Don Getty, premier ministre de l'Alberta.

- 3 septembre : Norman Lim Kwong (林佐民, pinyin : Lín Zuǒmín) dit Normie Kwong, (né Lim Kwong Yew le 24 octobre 1929 à Calgary et mort dans la même ville), joueur professionnel de football canadien dans la Ligue canadienne de football. Il fut le 16e lieutenant-gouverneur de l'Alberta du 25 janvier 2005 au 11 mai 2010 date à laquelle l'ancien colonel des Forces canadiennes, Donald Ethell, lui succède.

- 13 octobre : Jim Prentice, premier ministre de l'Alberta.